# Woodsia alpina
Woodsia alpina  és una falguera de la família de les woodsiàcies, de distribució circumpolar que viu en països nòrdics d'Amèrica del Nord i Euràsia i que en latituds inferiors  es refugia a l’alta muntanya, principalment a l’estatge alpí, com als Pirineus. Es pot trobar  a penya-segats  i a les esquerdes de roques, preferentment silíciques.

## Descripció
És una falguera petita. L'esporòfit (la generació més visible dels pteridòfits) és una planta amb fulles que no arriben a un pam de llarg, amb 8-14 parells de folíols profundament dividits i un rizoma curt i gruixut. Les espècies del gènere Woodsia dels Països Catalans es reconeixen per tenir els sorus arrodonits, envoltats per pèls llanosos (que seria un indusi modificat, no membranós).

## Distribució i hàbitat
La seva distribució a nivell mundial inclou a la majoria de països boreals amb clima àrtic, Com els Estats Units, Canadà, Groenlàndia, Finlàndia, Noruega, Suècia o Rússia; però també països amb muntanyes altes com els Alps, Pirineus, Urals, l’Himàlaia o prop del cim de l’Snowdon (a Gales) on es va trobar i descriure per primera vegada.
Malgrat la seva amplia àrea de distribució, localment és una espècie força rara que es troba amenaçada en diversos països, com ara als estats de Maine, Vermont, Michigan o New York; a Escòcia o als Pirineus. A Catalunya està catalogada com a vulnerable pel Decret 172/2008, de 26 d’agost de la Generalitat, mitjançant el qual es va crear el Catàleg de flora amenaçada de Catalunya.

## Taxonomia
Hi ha tres espècies del gènere Woodsia molt semblants entre elles, amb diferents propostes taxonòmiques: Woodsia alpina (Bolton) S. F. Gray,  Woodsia glabella R. Br. ex Richards. i Woodsia ilvensis (L.) R. Br. Les dos primeres són presents a Catalunya.
La primera descripció, sota el nom de Acrostichum alpina, es va publicar l'any 1785 a "Filices Britannica" per James Bolton. Anteriorment però, el botànic galès  Edward Lhwyd l'havia trobat prop del cim de l'Snowdon, però li va semblar que era Acrostichum ilvense (que després passaria a ser Woodsia ilvensis). El gènere Woodsia no va ser establert fins al 1810 per Robert Brown, en honor del botànic anglès Joseph Woods.